# 波良卡 (別爾哥羅德-德涅斯特羅夫斯基區)
46°5′5″N 30°3′39″E / 46.08472°N 30.06083°E
波良卡（烏克蘭語：Полянка）是位於烏克蘭西南部的村莊，由敖德萨州裡比爾霍羅德-德涅斯特羅夫斯基區的馬拉茲利伊夫卡市鎮負責管轄。該村始建於1824年，面積0.3平方公里，2001年人口87，人口密度每平方公里290人。